# Nesselberg (Rheinisches Schiefergebirge)
Der Nesselberg ist eine rund 295 m hohe Erhebung im Staatsforst Burgholz im Wuppertaler Stadtbezirk Cronenberg.